# Taurignan-Vieux
Taurignan-Vieux (Okzitanisch: Taurinhan eth Vielh) ist eine französische Gemeinde mit 206 Einwohnern (Stand: 1. Januar 2022) im Département Ariège in der Region Okzitanien; sie gehört zum Arrondissement Saint-Girons, zum Gemeindeverband Couserans-Pyrénées und zum Kanton Portes du Couserans. Die Einwohner werden Taurignanais/Taurignanaises genannt.

## Geografie
Taurignan-Vieux liegt rund 70 Kilometer südwestlich der Stadt Toulouse im Westen des Départements Ariège. Die Gemeinde besteht aus dem Dorf Taurignan-Vieux, wenigen Weilern und Streusiedlungen sowie Einzelgehöften. Das Dorf liegt am Fluss Salat. Taurignan-Vieux liegt innerhalb des Regionalen Naturparks Pyrénées Ariégeoises. Weite Teile der Gemeinde sind bewaldet. Die Gemeinde liegt an der D3 östlich der D117 von Foix nach Tarbes.
Umgeben wird Taurignan-Vieux von den Nachbargemeinden Barjac im Nordosten, Gajan im Osten und Südosten, Lorp-Sentaraille und Caumont im Südwesten sowie Taurignan-Castet im Westen und Norden.

## Geschichte
Funde aus gallo-römischer Zeit belegen eine frühe Besiedlung. Im Mittelalter lag der Ort innerhalb der Provinz Couserans, die wiederum ein Teil der Provinz Gascogne war. In den Jahren 1562 und 1563 kam es zu drei Verhaftungen wegen (angeblicher) Hexerei. Die Gemeinde gehörte von 1793 bis 1801 zum District Saint-Girons. Zudem lag Taurignan-Vieux von 1793 bis 2015 innerhalb des Kantons Saint-Lizier. Die Gemeinde ist seit 1801 dem Arrondissement Saint-Girons zugeteilt.

## Bevölkerungsentwicklung
| Jahr                       | 1962 | 1968 | 1975 | 1982 | 1990 | 1999 | 2006 | 2019 |
| Einwohner                  | 227  | 202  | 183  | 185  | 190  | 209  | 214  | 208  |
| Quellen: Cassini und INSEE |      |      |      |      |      |      |      |      |

## Sehenswürdigkeiten
- Kirche Église de l’Assomption
- Denkmal für die Gefallenen[1]